# Episodi di One Tree Hill (seconda stagione)
| nº | Titolo originale                           | Titolo italiano                  | Prima TV USA      | Prima TV Italia  |
| -- | ------------------------------------------ | -------------------------------- | ----------------- | ---------------- |
| 1  | The Desperate Kingdom Of Love              | Lontano da Tree Hill             | 21 settembre 2004 | 25 dicembre 2006 |
| 2  | The Truth Doesn't Make A Noise             | Guardare in se stessi            | 28 settembre 2004 | 26 dicembre 2006 |
| 3  | Never Wild Heaven                          | Notte brava                      | 5 ottobre 2004    | 27 dicembre 2006 |
| 4  | You Can't Always Get What You Want         | Desideri da realizzare           | 12 ottobre 2004   | 28 dicembre 2006 |
| 5  | I Will Dare                                | La notte delle sfide             | 19 ottobre 2004   | 29 dicembre 2006 |
| 6  | We Might As Well Be Strangers              | Pioggia di comete                | 26 ottobre 2004   | 30 dicembre 2006 |
| 7  | Let The Reigns Go Loose                    | Regole di comportamento          | 2 novembre 2004   | 1º gennaio 2007  |
| 8  | Truth, Bitter Truth                        | Segreti svelati                  | 9 novembre 2004   | 3 gennaio 2007   |
| 9  | The Trick Is To Keep Breathing             | Ballo di gala                    | 16 novembre 2004  | 4 gennaio 2007   |
| 10 | Don't Take Me For Granted                  | Alla fine tutto torna            | 30 novembre 2004  | 5 gennaio 2007   |
| 11 | The Heart Brings You Back                  | Un lampo a ciel sereno           | 25 gennaio 2005   | 9 gennaio 2007   |
| 12 | Between Order and Randomness               | Il test della verità             | 1º febbraio 2005  | 10 gennaio 2007  |
| 13 | The Hero Dies In This One                  | Candidata alla presidenza        | 8 febbraio 2005   | 12 gennaio 2007  |
| 14 | Quiet Things That No One Ever Knows        | La resa dei conti                | 15 febbraio 2005  | 15 gennaio 2007  |
| 15 | Unopened Letter To The World               | La capsula del tempo             | 22 febbraio 2005  | 22 gennaio 2007  |
| 16 | Somewhere A Clock Is Ticking               | Questa notte è l'inizio di tutto | 1º marzo 2005     | 29 gennaio 2007  |
| 17 | Something I Can Never Have                 | Un posto dove stare              | 19 aprile 2005    | 2 febbraio 2007  |
| 18 | The Lonesome Road                          | Soli con sé stessi               | 26 aprile 2005    | 9 febbraio 2007  |
| 19 | I'm Wide Awake, It's Morning               | La grande prova                  | 3 maggio 2005     | 12 febbraio 2007 |
| 20 | Lifetime Piling Up                         | Il sogno di Nathan               | 10 maggio 2005    | 19 febbraio 2007 |
| 21 | What Could Have Been                       | La colletta                      | 17 maggio 2005    | 21 febbraio 2007 |
| 22 | The Tide That Left And Never Came Back (1) | Ritrovare la via di casa (1)     | 24 maggio 2005    | 22 febbraio 2007 |
| 23 | The Leaver's Dance (2)                     | Vacanze estive (2)               | 24 maggio 2005    | 23 febbraio 2007 |

## Lontano da Tree Hill
- Titolo originale: The Desperate Kingdom Of Love
- Diretto da:
- Scritto da:

### Trama
Dopo essere stati informati dell'infarto di Dan, Lucas e Keith decidono di tornare a casa. Mentre Brooke e Peyton sono decise a rinsaldare la loro amicizia, il ritorno di Lucas sconvolge la ritrovata serenità delle ragazze, che pensavano di essersi ormai lasciate quel capitolo alle spalle. Intanto, la notizia che Nathan e Haley si sono sposati si diffonde.
- Riferimento del titolo: Il titolo fa riferimento al brano cantato da PJ Harvey

## Guardare in se stessi
- Titolo originale: The Truth Doesn't Make A Noise
- Diretto da:
- Scritto da:

### Trama
Lucas dice a Brooke e Peyton di voler ricominciare tutto da capo ed è determinato a ricucire la loro amicizia. Inoltre, i tre organizzano una festa per il matrimonio di Haley e Nathan, che, essendosi sposati di fretta e in segreto, non ne hanno avuta una. Intanto, Keith decide di rimanere in città per occuparsi dell'autosalone di Dan mentre il fratello è in convalescenza.
- Riferimento del titolo: Il titolo fa riferimento al brano cantato da The White Stripes

## Notte brava
- Titolo originale: Never Wild Heaven
- Diretto da:
- Scritto da:

### Trama
Sempre poiché Nathan e Haley hanno fatto le cose in fretta e in segreto, i loro amici decidono che è giusto che abbiano anche le classiche feste di addio al celibato e al nubilato, quindi decidono di organizzargliene una a testa. Intanto, Karen decide che è arrivato il momento di dedicare più tempo a se stessa e decide di riprendere a studiare, iscrivendosi all'università.
- Riferimento del titolo: Il titolo fa riferimento al brano cantato dai R.E.M.

## Desideri da realizzare
- Titolo originale: You Can't Always Get What You Want
- Diretto da:
- Scritto da:

### Trama
A Tree Hill arriva un nuovo ragazzo, Felix, che si scopre essere anche il nuovo vicino di casa di Brooke: il ragazzo inizia subito a flirtare con lei, che sembra non disdegnare la sua compagnia. Intanto, Karen decide di iniziare una nuova attività oltre al Karen's Cafè, che sarà un bar e club per tutte le età, e, volendo che la musica sia parte integrante del progetto con esibizioni live periodiche di artisti e band, chiede a Peyton di gestirlo, vista la sua esperienza e passione in ambito musicale. Inoltre, all’università la donna conosce Andy, un suo professore chiaramente interessato a lei seppur più giovane.
- Riferimento del titolo: Il titolo fa riferimento al brano cantato da The Rolling Stones

## La notte delle sfide
- Titolo originale: I Will Dare
- Diretto da:
- Scritto da:

### Trama
Felix organizza la “notte delle sfide” per mettere alla prova il suo nuovo gruppo, mentre Karen accetta di andare ad un appuntamento con Andy. Inoltre, arriva anche una nuova ragazza, Anna, che si scopre essere la sorella di Felix, mentre Keith, all'autosalone, incontra un'affascinante donna che attira la sua attenzione.
- Riferimento del titolo: Il titolo fa riferimento al brano cantato dai Replacements

## Pioggia di comete
- Titolo originale: We Might As Well Be Strangers
- Diretto da:
- Scritto da:

### Trama
Lucas ha un appuntamento con Anna. Keith cucina per Jules, la donna incontrata all’autosalone, e anche Karen ha un nuovo appuntamento con Andy. Brooke comincia una relazione di soli benefici con Felix. Peyton organizza una serata di inaugurazione per il nuovo locale e ingaggia per l’occasione il cantante indie Chris Keller.
- Riferimento del titolo: Il titolo fa riferimento al brano cantato da Keane

## Regole di comportamento
- Titolo originale: Let The Reigns Go Loose
- Diretto da:
- Scritto da:

### Trama
Alla serata d'apertura del TRIC, il locale ideato da Karen e Peyton, Felix e Lucas vengono alle mani per via di Anna. Haley decide di cantare per salvare la serata dopo che Keller ha deciso di andarsene per costringerla ad affrontare la sua paura del palcoscenico: l’esibizione della ragazza è un successo. Inoltre, Keller sembra aver messo gli occhi su di lei, suscitando la gelosia di Nathan. Dan racconta a Karen che Deb e Keith sono andati a letto insieme.
- Riferimento del titolo: Il titolo fa riferimento al brano cantato da The Get Up Kids

## Segreti svelati
- Titolo originale: Truth, Bitter Truth
- Diretto da:
- Scritto da:

### Trama
Lucas e Nathan vanno a Charlotte per assistere ad una partita di basket, ma una volta lì Nathan dice a Lucas che il vero motivo della trasferta è fare il test per l’HCM, la malattia cardiaca che ha provocato l’infarto a Dan e potrebbe essere ereditaria: Lucas si rifiuta. Brooke organizza un pigiama party a casa di Haley con Peyton e Anna. Inoltre, Haley decide di incidere una canzone insieme a Keller e mente a Nathan in proposito.
- Riferimento del titolo: Il titolo fa riferimento al brano cantato da Marianne Faithfull

## Ballo di gala
- Titolo originale: The Trick Is To Keep Breathing
- Diretto da:
- Scritto da:

### Trama
Lucas va al ballo scolastico con Anna e Brooke con Felix. Haley arriva in ritardo dopo essere stata allo studio di registrazione, così Nathan, insospettito, le chiede se le piace Keller, ma lei evita la domanda e non risponde. Peyton è tentata dalla droga. Dopo aver lasciato il ballo a causa di un litigio con Felix, Brooke viene raggiunta da Lucas, che le offre un passaggio a casa: una volta arrivati, la ragazza gli dice che le manca la loro amicizia.
- Riferimento del titolo: Il titolo fa riferimento al brano cantato dai Garbage

## Alla fine tutto torna
- Titolo originale: Don't Take Me For Granted
- Diretto da:
- Scritto da:

### Trama
Nathan confessa a Karen che Lucas non ha voluto fare il test dell'HCM. Sull’armadietto di Peyton viene scritta la parola lesbica, così Anna le dice che alla sua vecchia scuola si erano diffuse voci su di lei in proposito. Brooke e Lucas decidono di tornare ad essere amici. Haley, ormai sempre più confusa, finisce per baciare Keller per ben due volte, mentre Brooke e Felix decidono di iniziare una vera storia. Lucas e Peyton hanno un intenso diverbio dovuto al fatto che si sono allontanati e lei gli dice che ultimamente è stato un pessimo amico e che nemmeno ricorda più quando hanno avuto una reale conversazione, oltre al fatto che per lei è un momento molto complicato e avrebbe bisogno di qualcuno accanto: entrambi soffrono per la lontananza che si è venuta a creare tra loro, ma non riescono a riconciliarsi. Infine, Jake torna inaspettatamente a Tree Hill.
- Riferimento del titolo: Il titolo fa riferimento al brano cantato da Social Distortion

## Un lampo a ciel sereno
- Titolo originale: The Heart Brings You Back
- Diretto da:
- Scritto da:

### Trama
Jake dice a Peyton di essere tornato perché chiamato da Lucas, preoccupato per lei e desideroso che abbia accanto qualcuno di cui si fida in questo difficile momento: anche se inizialmente il ragazzo pensa di ripartire per tornare da Jenny, alla fine decide di restare. La sorella di Haley, Taylor, si presenta alla porta di Nathan e Haley e, con modi di fare ambigui, cerca di sedurre Nathan mettendo in crisi il matrimonio di sua sorella. Anna confessa a Lucas di essere bisessuale, mentre Brooke si dedica alla sua relazione con Felix.
- Riferimento del titolo: Il titolo fa riferimento al brano cantato da Blues Traveler

## Il test della verità
- Titolo originale: Between Order and Randomness
- Diretto da:
- Scritto da:

### Trama
Nathan confessa ad Haley di aver perso la verginità con Taylor. Keith chiede a Jules di sposarlo, mentre Karen e Lucas sono ai ferri corti per via del rifiuto di lui di fare il test per l’HCM, anche se alla fine si convince a farlo insieme a Keith. Intanto, Anna cerca di venire a patti con la sua bisessualità. Peyton e Jake sono in viaggio per andare a prendere Jenny.
- Riferimento del titolo: Il titolo fa riferimento al brano cantato da Funeral For a Friend

## Candidata alla presidenza
- Titolo originale: The Hero Dies In This One
- Diretto da:
- Scritto da:

### Trama
Michelle Branch e Jessica Harp suonano al TRIC. Lucas dice a Karen che il risultato del test per l’HCM è negativo, poi si trasferisce da Dan davanti all’incredulità della madre: in realtà, Lucas ha mentito e il suo test è risultato positivo, perciò ha fatto un accordo con Dan e ha accettato di andare a vivere da lui a patto che il padre mantenga il segreto sulla sua malattia e paghi per le sue medicine. Intanto, Brooke decide di candidarsi come presidentessa del consiglio studentesco, mentre Haley decide di partire in tourneè con Keller, lasciando Nathan sconvolto.
- Riferimento del titolo: Il titolo fa riferimento al brano cantato da The Ataris

## La resa dei conti
- Titolo originale: Quiet Things That No One Ever Knows
- Diretto da:
- Scritto da:

### Trama
Il comportamento di Nathan sta diventando insostenibile a causa della partenza di Haley. Intanto, Peyton e Jake iniziano una storia.
- Riferimento del titolo: Il titolo fa riferimento al brano cantato da Brand New

## La capsula del tempo
- Titolo originale: Unopened Letter To The World
- Diretto da:
- Scritto da:

### Trama
Lucas, Nathan, Peyton, Brooke, Mouth, Anna, Jake, Felix e gli altri ragazzi del loro anno devono lasciare un messaggio in una capsula del tempo.
- Riferimento del titolo:
- Il titolo fa riferimento al brano cantato da The Ataris

## Questa notte è l'inizio di tutto
- Titolo originale: Somewhere A Clock Is Ticking
- Diretto da:
- Scritto da:

### Trama
Il giorno del matrimonio di Keith e Jules è arrivato, ma Andy e Karen scoprono la verità riguardo all'identità della donna (è stata pagata da Dan per sedurre il fratello e poi abbandonarlo) e gliela comunicano. Brooke convince Lucas a portarla al matrimonio e, a fine giornata, gli dice che a breve la sua famiglia si trasferirà in California, ma lei non vuole lasciare Tree Hill. Peyton e Jake decidono di fare l’amore per la prima volta, mentre Nikki torna a sua volta in città per riprendersi Jenny.
- Riferimento del titolo: Il titolo fa riferimento al brano cantato da Snow Patrol

## Un posto dove stare
- Titolo originale: Something I Can Never Have
- Diretto da:
- Scritto da:

### Trama
Nathan va a trovare Haley e, dopo aver visto che lei non indossa più la fede, se ne va a pezzi. Intanto, Anna scopre che ad aver diffuso la voce che Peyton è lesbica è stato suo fratello Felix, che dice di averlo fatto perché voleva proteggerla, ma lei è molto arrabbiata e lo denuncia sia a scuola che a casa: Brooke, una volta appresa la cosa, rompe con lui, che viene poi mandato ad una scuola militare dai suoi genitori. Keith va da Dan e scatena la sua rabbia nell'ufficio del fratello, dopodiché, distrutto dopo quanto accaduto e sentendosi tradito anche da Lucas e Karen, decide di lasciare Tree Hill. Karen è molto dispiaciuta di essere stata la causa del fallimento del matrimonio di Keith, mentre Lucas, dopo aver avuto il permesso dalla madre, dice a Brooke che può trasferirsi a casa sua nella sua stanza (dal momento che lui vive momentaneamente da Dan) fino alla fine dell’anno scolastico per non dover seguire i suoi genitori in California.
- Riferimento del titolo: Il titolo fa riferimento al brano cantato da Nine Inch Nails

## Soli con se stessi
- Titolo originale: The Lonesome Road
- Diretto da:
- Scritto da:

### Trama
Dopo essere tornato dalla visita ad Haley, Nathan va a trovare Taylor. La ex fidanzata di Anna arriva in città e la ragazza capisce così che è giunto il momento di raccontare ai suoi genitori della sua bisessualità per poi decidere di tornare alla sua vecchia scuola per affrontare le voci su di lei e smettere di nascondersi. Andy e Lucas cercano di incastrare Dan convinti che stia nascondendo dei traffici illeciti, ma sembra che l'uomo lo sappia. Brooke viene messa in punizione per la prima volta nella sua vita da Karen. Jake si costituisce, ma prima mette al sicuro la figlia da Nikki con l’aiuto di Whitey.
- Riferimento del titolo: Il titolo fa riferimento al brano cantato da James Taylor

## La grande prova
- Titolo originale: I'm Wide Awake, It's Morning
- Diretto da:
- Scritto da:

### Trama
A casa di Nathan arriva Cooper, suo zio e fratello di Deb. Lucas, Nathan, Cooper e Daytona, un'amica d'infanzia di Nathan, fanno una corsa con le macchine in una pista. Intanto Dan irrompe nella classe di Andy, che intanto decide di lasciare il lavoro per Karen. Peyton incontra Whitey, che si sta prendendo cura di Jenny per nasconderla da Nikki: fortunatamente, la bambina sembra essere al sicuro. Nathan fa un grave incidente schiantandosi contro un muro sulla pista e viene portato in ospedale dove lo raggiungono anche i suoi genitori, che, nel contempo, si stanno per lasciare. Intanto, mentre Dayton e Lucas controllano il luogo dell’incidente e dai segni dell’impatto sembra che Nathan abbia cercato di schiantarsi deliberatamente.
- Riferimento del titolo: Il titolo fa riferimento al brano cantato da Bright Eyes

## Il sogno di Nathan
- Titolo originale: Lifetime Piling Up
- Diretto da:
- Scritto da:

### Trama
Nathan sogna cosa sarebbe potuta essere la sua vita se Dan avesse sposato Karen e non Deb e, al suo risveglio, chiama Haley e le chiede di non tornare.
- Riferimento del titolo: Il titolo fa riferimento al brano cantato da Talking Heads

## La colletta
- Titolo originale: What Could Have Been
- Diretto da:
- Scritto da:

### Trama
Il gruppo decide di dare una festa al TRIC per raccogliere i soldi utili a pagare le bollette che sommergono Nathan dopo il suo ritorno a casa dall’ospedale. Intanto, Peyton si scusa con Lucas per averlo definito un pessimo amico, ma lui le dà ragione perché sente di esserlo stato e, proprio per questo, promette che da ora in poi ci sarà sempre per lei: i due finalmente ricuciono il loro rapporto. Poi, durante la serata al TRIC, Lucas consola Peyton per quello che sta passando con Jake e i due si abbracciano calorosamente, scatenando nuovamente la gelosia di Brooke, che sta pensando di chiedere al ragazzo di tornare insieme. Intanto, la ragazza trova per caso, tra le cose di Lucas, una scatola contenente tutti i ricordi di Peyton da lui accuratamente conservata, interpretandolo come un chiaro segno che lei è ancora nel suo cuore e che non l’ha mai dimenticata, desistendo quindi dall’idea di riaprire il capitolo romantico con lui. Infine, Lucas torna a casa da Karen.
- Riferimento del titolo: Il titolo fa riferimento al brano cantato da Rascal Flatts

## Ritrovare la via di casa (1)
- Titolo originale: The Tide That Left And Never Came Back (1)
- Diretto da:
- Scritto da:

### Trama
È ormai arrivata l’estate mentre il penultimo anno di liceo dei protagonisti è finito. Lucas raggiunge Haley in tournèe insieme a Brooke per cercare di convincerla a tornare a casa, spiegandole quanto sta soffrendo Nathan a causa della situazione tra loro, ma lei gli dice di non voler tornare. Durante il viaggio di ritorno, Lucas è triste e dice a Brooke che è molto difficile lasciar andare una persona, così lei gli rivela ciò che ha trovato in camera sua e che va bene se è ancora innamorato di Peyton: lui si limita a stare in silenzio e non rispondere. Jake è uscito di prigione, ma Nikki è riuscita a prendere Jenny, quindi lui decide di lasciare di nuovo Tree Hill e anche Peyton per andare da sua figlia: la ragazza è distrutta. Jimmy Eat World suona al TRIC, mentre Andy, che sta per partire per la Nuova Zelanda, chiede a Karen di andare con lui, poi i due si dicono che si amano. Tutti riflettono su quanto affrontato nell’ultimo anno, sulla perdita e su come questa e l’amore abbiano influito sulle loro vite.
- Riferimento del titolo: Il titolo fa riferimento al brano cantato da The Veils

## Vacanze estive (2)
- Titolo originale: The Leaver's Dance (2)
- Diretto da:
- Scritto da:

### Trama
Karen decide di raggiunger Andy in Nuova Zelanda. Brooke parla con Peyton della scatola con le sue cose conservata da Lucas, dicendo che le ha ricordato che la sua storia con lui non era sana perché si sentiva sempre terribilmente insicura, una versione di se stessa che non vuole tornare ad essere. Dan dice a Lucas che non pagherà più per le sue medicine. Brooke si prepara per andare in California a trascorrere l’estate coi genitori, ma, poco prima che lei parta, Lucas la bacia e le dice di voler riprovare a stare con lei perché ha iniziato a provare dei veri sentimenti nei suoi confronti: Brooke se ne va sconvolta e senza dargli alcuna risposta. Intanto Haley, a sorpresa, ha deciso di tornare e si presenta alla porta di casa Scott davanti ad uno sbigottito Nathan, mentre Dan rimane intrappolato in un incendio appiccato da una persona a lui molto vicina e una certa Ellie si presenta a casa di Peyton dicendole di essere sua madre. L’episodio si chiude con Lucas e Peyton che si ritrovano da soli sulla spiaggia, dicendosi che sembra saranno solo loro due per l’estate, per poi scambiarsi un intenso abbraccio.
- Riferimento del titolo: Il titolo fa riferimento al brano cantato da The Veils